# Ley de Movilización General del Estado

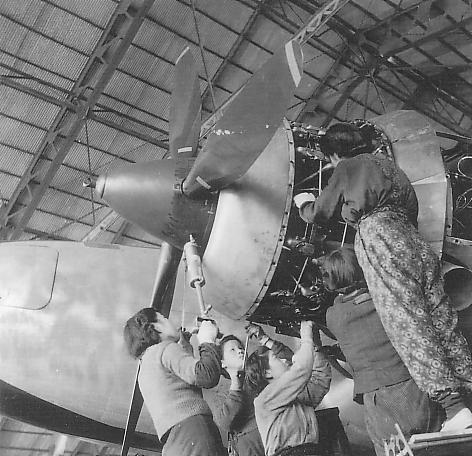
Movilización del trabajo, 1944.

La Ley de Movilización General del Estado (国家総動員法 Kokka Sōdōin Hō) fue legislada en la Dieta de Japón por el Primer Ministro Fumimaro Konoe el 24 de marzo de 1938 para poner la economía nacional del Imperio del Japón en pie de guerra después del inicio de la segunda guerra sino-japonesa.
La Ley de Movilización General del Estado tenía cincuenta cláusulas, que contemplaban los controles gubernamentales sobre las organizaciones civiles (incluidos los sindicatos), la nacionalización de industrias estratégicas, los controles de precios y el racionamiento, y nacionalizaron los medios de comunicación. Las leyes otorgaron al gobierno la autoridad para usar presupuestos ilimitados para subsidiar la producción de guerra y para compensar a los fabricantes por las pérdidas causadas por la movilización en tiempos de guerra. Dieciocho de los cincuenta artículos delinearon sanciones para los infractores.
La ley fue atacada por inconstitucional cuando se debatió en la Dieta en enero de 1938, pero se aprobó debido a la fuerte presión de los militares y entró en vigencia a partir de mayo de 1938. Fue abolida el 20 de diciembre de 1945 por las autoridades de ocupación estadounidenses después de la rendición de Japón.
La Ordenanza del Servicio de Reclutamiento Nacional (国民徴用令 Kokumin Choyo rei) fue una ley complementaria promulgada por el Primer Ministro Konoe como parte de la Ley de Movilización General del Estado. Se facultaba al gobierno para reclutar trabajadores civiles para asegurar un suministro adecuado de mano de obra en industrias de guerra estratégicas, con excepciones permitidas solo en el caso de los discapacitados físicos o con discapacidades mentales.
El programa se organizó bajo el Ministerio de Bienestar, y en su punto máximo se reclutaron 1.600.000 hombres y mujeres, y 4.500.000 de trabajadores fueron reclasificados como "reclutados" (y por lo tanto no pudieron renunciar a sus trabajos). La Ordenanza fue reemplazada por la Ordenanza de Movilización del Servicio Nacional del Trabajo (国民勤労動員令) en marzo de 1945, que fue abolida a su vez el 20 de diciembre de 1945 por el Comandante Supremo de las Potencias Aliadas después de la rendición de Japón.